# Río Zamora (de Las Chinas)
El río Zamora es un curso natural de agua que nace en la cordillera de los Andes de la Región de Magallanes y de la Antártica Chilena y que fluye con dirección general sur hasta desembocar en el río de las Chinas.

## Trayecto
El Zamora drena el sector norte de la cuenca del río Serrano, tiene una longitud de 36 km y una dirección de flujo general al sur; su tributario más importante, el río Barranco proviene desde la falda del cerro Diente (1338).: 596 

## Historia
En el sector entre el valle del río de Las Chinas y el cerro Guido se emplaza uno de los más importantes yacimientos fósiles y paleontológicos de Chile, donde se han descubierto especies de mamíferos fósiles como Magallanodon y Orretherium, así como fósiles pertenecientes a anfibios, peces, reptiles y varios invertebrados, junto con material perteneciente a dinosaurios saurópodos, terópodos y ornitisquios indeterminados, así como el Gonkoken nanoi, descubierto en 2023.
Luis Risopatrón lo describe en su Diccionario Jeográfico de Chile (p.955):
Zamora (Rio). 50° 50' 72° 42' Recibe las aguas de las faldas S del cordón limitáneo con la Arjentina, corre hacia el S por un valle despejado que luego se angosta i aparece como un canal formado por altas rocas cortadas a pique; presenta bosques hasta mui arriba en las montañas vecinas i concluye por afluir al curso superior del rio de Las Chinas. Se han encontrado en su hoya yacimientos de carbón de piedra de excelente calidad i al parecer en gran abundancia. Del apellido del baqueano del teniente Rogers, en la esploracion de 18.77, Santiago Zamora. 1, v, p. 17 del final; 122, p. 91; 134; i 156